# Bartonella quintana
La Bartonella quintana è un batterio patogeno del genere Bartonella.

## Storia
Quando la febbre da trincea o febbre quintana venne descritta per la prima volta nel 1915, il suo agente eziologico venne chiamato Rickettsia quintana o R. volhynica. Allo stesso tempo, vennero proposti anche altri nomi come R. pediculi, R. weigli e R. rocha-limae. Si stima che in Europa furono infettati circa 1 milione di soldati durante la prima guerra mondiale.

## Descrizione
Si tratta di un batterio bastoncellare gram-negativo facoltativo, intracellulare appartenente al sottogruppo α2 dei proteobateri. Il bastoncello è largo 0,3 – 0,5 μm per 1 – 1,7 µm di lunghezza.

## Biologia
Risulta negativo alla catalisi e all'ossidasi. Il batterio è in grado di crescere colture anexiche e cellulari. Se coltivato in agar sangue piccole colonie saranno visibili dopo 12 - 14 giorni, ma bisognerà attendere fino a 45 giorni d'incubazione per l'isolamento. La divisione delle colture riduce i tempi di sviluppo solo di 3-5 giorni.
Il batterio ha un tropismo per le cellule endoteliali facendo comparire lesioni angioproliferative come nel caso dell'angiomatosi bacillare.
Il batterio è stato inoltre identificato nelle pulci del gatto e nella polpa dentaria del gatto che suggeriscono la batteriemia nel gatto, ovvero nei proprietari di gatti che hanno cercato trattamento per adenopatia cronica.

### Genetica
Il genoma del B. quintana è costituito da 1,6 Mb, è stato completamente sequenziato e risulta essere derivato dal genoma del B. henselae. A differenza di quest'ultimo però, il genoma di B. quintana non presenta isole genomiche. Entrambi i genomi di B. quintana e B. henselae risultano essere versioni abbreviate del cromosoma I del Brucella melitensis. Le similitudini tra il genoma di B. quintana e B. henselae, ovvero la specializzazione di B. quintana nei confronti dell'uomo e dei pidocchi suggeriscono che l'uso di vettori specifici accelerano il tasso di degradazione del genoma.

## Tassonomia
Nell'edizione del 1984 del Bergey's Manual of Systematic Bacteriology le famiglie Rickettsiaceae, Bartonellaceae e Anaplasmataceae vennero combinate nell'ordine Rickettsiales. R. quintana fu classificata nel genere Rochalimaea, tribù Rickettsiae, familia Rickettsiaceae.
Nel 1993, Brenner et al. proposero l'unificazione dei generi Bartonella e Rochalimaea, ovvero di rimuovere il genere unificato Bartonella dall'ordine Rickettsiales. Il nuovo genere includeva quindi 5 specie: B. bacilliformis, B. quintana, B. vinsonii, B. henselae e B. elizabethae. Nel 1995, Birtles et al. proposero di unire i generi Bartonella e Grahamella, e altre due specie, Grahamella talpae e G. peromysci, vennero rinominate come Bartonella. Birtles et al. descrissero inoltre 3 nuove specie: B. grahami, B. taylorii e B. doshiae.

## La febbre da trincea
La B. quintana è l'agente eziologico della cosiddetta "febbre delle trincee" o "febbre quintana".

### Contagio
L'uomo è l'ospite principale del batterio e il Pediculus humanus corporis il principale vettore di trasmissione. Durante la batteriemia asintomatica il microrganismo è presente negli eritrociti ed è stato identificato negli eritroblasti del midollo osseo in pazienti batterimici.

### Diagnosi
I test sierologici sono quelli principalmente utilizzati per identificare le infezioni da Bartonella con l'immunofluorescenza indiretta come metodo di riferimento. Possono presentarsi variazioni nel titolo anticorpale in base al tipo di preparazione dell'antigene utilizzato nelle tecniche immunochimiche. Vengono inoltre riportate reazioni incrociate con Coxiella burnetii e Chlamydia pneumoniae. Il Western blot e l'adsorbimento incrociato risolvono il problema permettendo l'identificazione della specifica specie.
Nei test d'immunofluorescenza indiretta titoli delle immunoglobluline G >1:50 indicano infezione da Bartonella, mentre se il titolo è >1:800 si parla di endocardite.

### Decorso
La febbre da trincea ha un periodo di incubazione di 15 - 30 giorni, ed è caratterizzata da episodi febbrili ricorrenti, della durata di 4 - 5 giorni (da cui il nome "quintana"), che in una percentuale di circa il 50% casi può recidivare per mesi o anni. In alcuni pazienti la malattia può essere seguita da batteriemia cronica in parte dovuta alla sovraproduzione di interluchina-10. È inoltre molto probabile che esista un collegamento tra la batteriemia cronica e l'endocardite da B. quintana, benché non sia stato dimostrato chiaramente.